# Minnie Hauk
Minnie Hauk, pseudonimo di Amalia Mignon Hauck (New York, 16 novembre 1851 – Lucerna, 6 febbraio 1929), è stata un soprano statunitense.

## Biografia
Amalia Mignon Hauck nacque a New York il 16 novembre 1851, figlia unica di Francis Hauck, un emigrante tedesco e sua moglie americana. Poco dopo la nascita di Minnie gli Hauck si trasferirono a Providence, nel Rhode Island e poi a Sumner, nel Kansas nel 1857. In seguito venne erroneamente detto che la Hauk era figlia del finanziere Leonard Jerome, che era un devoto dell'opera.

## Carriera
Nel 1865 la Hauk iniziò gli studi vocali con Achille Errani, che le assicurò un posto con la Max Maretzek Opera Company italiana. All'età di quattordici anni fece il suo debutto pubblico come cantante d'opera a Brooklyn come Amina in La sonnambula e un mese dopo, nel novembre del 1866, al suo debutto a New York come Prascovia in L'étoile du nord. Nella prima americana di Romeo e Giulietta di Gounod  (15 novembre 1867) cantò la parte di Juliette.
La Hauk cantò per la prima volta in Europa al Covent Garden, Londra, il 26 ottobre 1868 e debuttò a Parigi nel 1869. Il soprano apparve poi nell'opera italiana e tedesca alla Grand Opera di Vienna (1870-1874) e in altri luoghi in tutta Europa. La Hauk interpretò il ruolo di Carmen, l'opera precedentemente fallita di Georges Bizet, in un nuovo modo molto intenso per la prima volta il 2 gennaio 1878 a Bruxelles. Il successo immediato portò l'opera alla fama duratura. Interpretò poi il ruolo nelle anteprime inglesi e americane dell'opera nel 1878. La Hauk interpretò Manon alla sua prima americana nel 1885. La sua voce diventò di mezzosoprano di grande forza e profondità. Si fermò a cantare in tour intensi di opera entro la fine del 1893. Il suo enorme repertorio comprendeva circa cento ruoli e cantò Carmen in quattro lingue.

## Ultimi anni e morte
Nel 1878 sposò Ernst von Hesse-Wartegg, scrittore e viaggiatore austriaco-americano. Gran parte della fortuna della Hauk fu persa durante la prima guerra mondiale. Nel 1920 si pensò che fosse povera ed era quasi cieca.
Morì nella sua casa vicino a Lucerna, Svizzera, nel 1929.